# Ekok (Manyu)
Ekok est un village du Cameroun, situé dans la Région du Sud-Ouest, à la frontière avec le Nigeria. Il est rattaché administrativement à la commune d'Eyumodjock, dans le département de la Manyu.

## Population
Ekok compte 486 habitants lors du recensement de 2005.

## Économie
La route Transafricaine 8 Lagos-Mombasa passe par Ekok. Ekok est un poste-frontière sur la route entre le Nigéria et le Cameroun. Le bitumage de la route liant les grandes villes de la région du Sud Ouest (Mamfé, Buéa) à Ekok entraine une augmentation du trafic entre le Nigéria et le Cameroun. Un point de collecte des douanes enregistre une partie des recettes de douanes, fruits des échanges commerciaux avec le Nigéria, premier fournisseur du Cameroun.